# 因波斯
因波斯（英語：Ipos），为所羅門七十二柱魔神中排第22位的魔神，位階是伯爵及親王（貴公子），統帥36個軍團。別名「埃沛歐斯」（Ayperos）、「埃波羅斯」（Ayporos）、「因悖恩」（Ipes）等。
在《所羅門之鑰》上記載，他是『異形者天使』，之所以被稱為『異形者』，主要因為他是個混合了多種生物樣貌的天使。
獅子的頭、鵝的腳，兔子尾巴的天使姿態。 但是也有版畫插圖是這樣形容，獅子般的外形，鵝頭和雙腳。
掌握『未來』的情報，容易被想知道這類事情的人召喚而來。可以給予術者機智、勇氣及行動力。